# Echter Halsbandlemming
Der Echte Halsbandlemming (Dicrostonyx torquatus) ist ein Nagetier in der Unterfamilie der Wühlmäuse, das im nördlichen Eurasien vorkommt.

## Merkmale

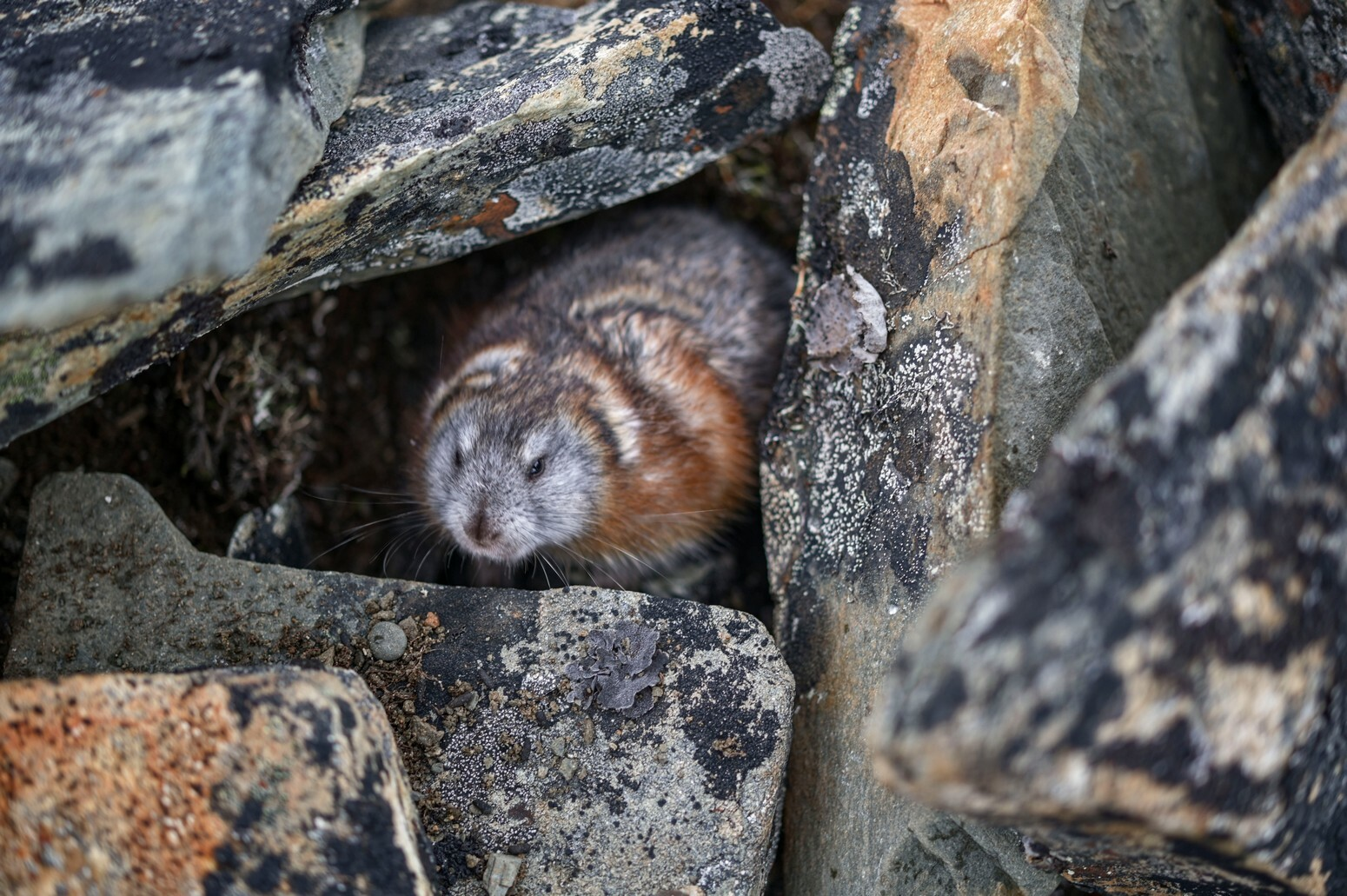
Echter Halsbandlemming

Die Art erreicht eine Kopfrumpflänge von 8,8 bis 14,0 cm, eine Schwanzlänge von 1,1 bis 2,1 cm sowie ein Gewicht von 63 bis 155 g. Wie beim Nördlichen Halsbandlemming hat das Sommerfell oberseits eine graue bis graubraune Grundfarbe mit rötlichen Schattierungen. Die rötlichen Farbtöne treten am häufigsten im westlichen Bereich des Verbreitungsgebiets auf. Aufgrund eingemischter schwarzer, roter und hellgrauer Haare wirkt das Fell gesprenkelt. Die Unterseite ist vorwiegend hellbraun bis hell orangebraun. Das namensgebende orangebraune Halsband ist nicht bei allen Exemplaren ausgeprägt. Ein dunkler Aalstrich ist meist deutlicher als beim Nördlichen Halsbandlemming. Der Echte Halsbandlemming hat ein durchgängig weißes Winterfell.

## Verbreitung
Das Verbreitungsgebiet des Echten Halsbandlemmings liegt im Norden und Osten Russlands von der Kanin-Halbinsel bis Kamtschatka. Die Art lebt auf vielen arktischen Inseln Russlands, fehlt jedoch im nördlichen Bereich Sewernaja Semljas, auf Franz-Josef-Land sowie auf der Wrangelinsel. Dieser Halsbandlemming erreicht in Gebirgen 1600 Meter Höhe. Er hält sich in der Tundra mit vereinzelten Büschen und verzwergten Weiden auf. Weitere typische Pflanzen im Verbreitungsgebiet sind Nelkenwurzen (Geum), Gräser, Sauergrasgewächse, Moose und Flechten.

## Lebensweise
Wie bei anderen Halsbandlemmingen ist die Aktivität nicht an eine bestimmte Tages- oder Jahreszeit gebunden. Der Echte Halsbandlemming gräbt Tunnel im Erdreich oder im Schnee mit einem Nest, das einen Durchmesser von 11 bis 20 Zentimeter hat. Die Polsterung besteht aus Gräsern, Sauergrasgewächsen oder Moosen. Meist wird das Nest von einem Paar genutzt.
Mit Ausnahme von Flechten gehören die typischen Pflanzen des Verbreitungsgebiets zur Nahrung der Art. Sie frisst weiterhin Beeren, Steinbrechgewächse und Läusekräuter (Pedicularis). Der Echte Halsbandlemming wählt meist zweikeimblättrige Pflanzen im Sommer und Herbst, während einkeimblättrige Pflanzen im Winter vorwiegen.
Bei Weibchen kommen zwei bis drei Würfe pro Jahr vor, wobei der erste Wurf bei geschlossener Schneedecke geboren wird. Die Trächtigkeitsdauer ist 17 bis 21 Tage und ein Wurf kann aus bis zu 12 Nachkommen bestehen. Die größten Würfe entstehen im Frühjahr (oft 8 Nachkommen), während die Würfe im Sommer wieder etwas kleiner sind. Pro Jahr werden doppelt so viele Weibchen wie Männchen geboren.

## Status
Für den Gesamtbestand liegen keine akuten Bedrohungen vor. Er wird von der IUCN als nicht gefährdet (Least Concern) gelistet. Klimaveränderungen könnten sich in Zukunft negativ auswirken. Die Population auf Nowaja Semlja wird als gefährdet (Vulnerable) eingestuft.